# Live Dragons!
Live Dragons!（ライブ・ドラゴンズ!）は、東海ラジオで2022年9月26日から毎週月 - 金曜日の夕方に放送されている生ワイド番組。番組のタイトルに「ドラゴンズ」が入っているのは、同局がオフィシャルスポンサーに付いている中日ドラゴンズ（本社のある名古屋市のバンテリンドーム ナゴヤを本拠地に使用しているセントラル・リーグ加盟のプロ野球球団）関連の情報を扱っていることによる。
2023年のセントラル・リーグレギュラーシーズン開幕を機に、同年3月27日（月曜日）から通年編成へ移行。ただし、年度上半期（ナイターイン期間）と下半期（ナイターオフ期間）では、放送の時間・内容や出演者が異なる。

## 概要

### 番組を開始するまでの経緯
東海ラジオでは、2019年1月1日から中日ドラゴンズのオフィシャルスポンサーに付いていることを背景に、2019年度のナイターイン編成から平日の夕方 - 夜間帯に『ドラゴンズステーション』の名を冠した生ワイド番組を放送。ナイターイン期間の火 - 金曜日にナイトゲームが組まれる場合には、2022年度まで『東海ラジオ　ガッツナイター』（プロ野球中継）を内包していたほか、中継の前座・後座番組の役割を担っていた。
2020年度の下半期（2020年9月28日）からは、月曜日に『山浦ひさしのドラゴンズステーション』、火 - 金曜日に『大澤広樹のドラゴンズステーション』を放送する編成が通年で定着していた。しかし、東海ラジオでは2022年度のナイターオフ編成で、平日の生ワイド番組を中心に自社制作番組を大幅に刷新。『ドラゴンズステーション』シリーズを終了させる代わりに、「同番組のブラッシュアップ版」という位置付けで当番組の放送を開始した。

### 2022年度のナイターオフ版（2022年9月最終週 - 2023年3月第4週）
『ドラゴンズステーション』から一部のコーナーを継承したほか、東海ラジオのスポーツアナウンサー（『ドラゴンズステーション』パーソナリティ経験者の大澤広樹・森貴俊・村上和宏など）による取材リポートを交えながら、中日ドラゴンズの最新情報を伝える。ただし、『ドラゴンズステーション』シリーズと違ってパーソナリティを固定せず、同局の野球解説者とアナウンサーから1名ずつが日替わりで出演。また、ドラゴンズ以外のスポーツ情報の紹介にも時間を割くほか、ミュージシャンをゲストに迎えて「オトナに響く音楽」を届けている。

### 2023年度以降

#### ナイターイン版（3月最終週 - 9月最終週）
FC岐阜（Jリーグに加盟するプロサッカークラブ）ホームゲームのスタジアムDJで、東海ラジオでは2022年10月1日から『Connect929』（土曜日午後の音楽番組）の「DJ」に起用されていた平松伴康（ジョイスタッフ所属のラジオパーソナリティ）が、同番組の終了に伴って当番組へレギュラー出演（放送上の肩書は「DJ」）。ナイトゲームが組まれることが少ない月曜日には17:15 - 18:00、火 - 金曜日にはナイトゲームの有無にかかわらず17:15 - 17:56に放送する。ただし、『東海ラジオ ガッツナイター』は2018年度以前（単独番組として）の編成に戻るため、ナイトゲームが開催される日には中継の前座番組としての役割だけを担う。

#### ナイターオフ版（10月最終週 - 翌年3月最終週）
全曜日で平松がパーソナリティを担当。月曜日の放送時間をナイターイン版、他曜日の放送時間を前年度のナイターオフ版から踏襲する。

## 放送時間

### ナイターオフ版
- 2022年度（2022年9月26日 - 2023年3月24日）毎週月 - 金曜日 17:15 - 19:00
  - 『東海ラジオ　ガッツナイタースペシャル』として中日のレギュラーシーズン公式戦や（中日の進出いかんにかかわらず）プロ野球日本シリーズの中継を18:00以降に放送する日には、放送時間を18:00にまで短縮（2023年以降も同様）。
- 2023年度以降
  - 毎週月曜日 17:15-18:00

月曜日は18時から『さだまさしレコードデビュー50周年記念・1時の鬼の魔酔い』が放送されるため短縮版になる
  - 毎週火 - 金曜日 17:15-19:00

### ナイターイン版
- 2023年度以降
  - 毎週月曜日 17:15 - 18:00
  - 毎週火 - 金曜日 17:15 - 17:56

## 出演者

### ナイターオフ版
- 平松伴康（2023年度。月 - 金曜日を通じて「DJ」として出演）
- その他、スポーツ実況を担当しないアナウンサーを含めて、東海ラジオの野球解説者とアナウンサーの一部が日替わりで出演。ただし、出演する曜日は固定されていない。

#### 2022年度
東海ラジオの野球解説者
- 権藤博
- 鈴木孝政
- 鹿島忠
- 山﨑武司
- 山本昌
- 谷繁元信
- 井端弘和
- 藤井淳志
- 岩瀬仁紀
- 仁村徹

東海ラジオアナウンサー
- 村上和宏
- 源石和輝
- 吉川秀樹
- 大澤広樹
- 森貴俊
- 井田勝也[3]
- 山崎聡子
- 前野沙織[4]

### ナイターイン版

#### 2023年度以降
- 平松伴康（月 - 金曜日を通じて「DJ」として出演）